# Річард Аллен Ґренелл
Річард Аллен Ґренелл (англ. Richard Allen Grenell; 18 вересня 1966, Дженісон, Мічиган) — американський політичний діяч, дипломат і консультант зі зв'язків з громадськістю. Член Республіканської партії. У 2020 році він обіймав посаду виконувача обов'язків директора Національної розвідки (DNI) під час першого президентства Дональда Трампа. Вважається першим відкритим ґеєм, який займав посаду в кабінеті міністрів в історії Сполучених Штатів. Ґренелл був призначений послом Сполучених Штатів у Німеччині від 2018 до 2020 року і спеціальним представником президента з питань мирних переговорів щодо Сербії та Косова у 2019—2021 роках.
Ґренелл був речником Державного департаменту США в ООН під час адміністрації Джорджа Буша. Після відходу з посади в Державному департаменті він заснував політичну консалтингову компанію Capitol Media Partners; а також виходив зі своїми матеріалами в ефір Fox News. Ґренелл був прес-секретарем із зовнішньої політики президентської кампанії Міта Ромні 2012 року.
У вересні 2017 року Трамп висунув Ґренелла на посаду посла США в Німеччині. 26 квітня 2018 року його кандидатура була затверджена Сенатом США 56 голосами проти 42. 
У лютому 2020 року Трамп призначив Ґренелла виконувачем обов'язків директора Національної розвідки; він залишив цю посаду у травні 2020 року після затвердження постійним керівником Джона Реткліффа. Ґренелл висловив зацікавленість балотуватися у виборах на посаду відкликаного губернатора Каліфорнії у 2021 році, але 15 липня 2021 року – за день до кінцевого терміну подання документів – він оголосив на Шоу Шона Ганніті, що не балотуватиметься.
В середині листопада 2024 року з'явилась інформація про можливе створення посади спеціального посланця з питань російсько-української війни і призначення на неї Річарда Ґренелла.

## Молоді роки і освіта
Ґренелл отримав ступінь бакалавра державного управління в Євангельському університеті в Спрінґфілді, штат Міссурі. Він отримав ступінь магістра державного управління в Школі державного управління ім Джона Ф. Кеннеді Гарвардського університету.

## Кар'єра
До служби в Державному департаменті Ґренелл був політичним радником низки республіканців, зокрема Джорджа Патакі та Дейва Кемпа.

### Радник-посланник Державного департаменту (2001–2008)

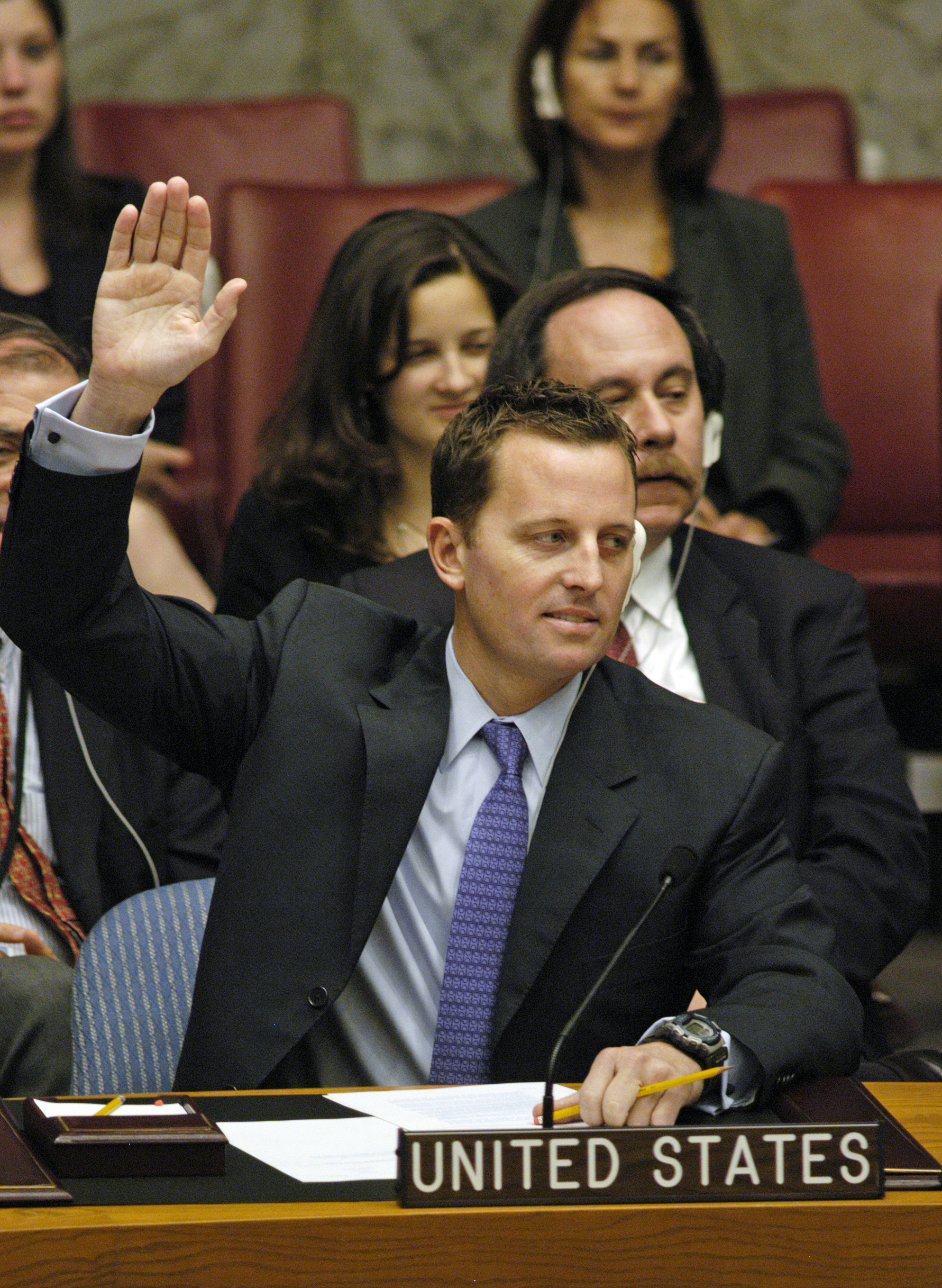
Ґренелл голосує на засіданні Ради Безпеки ООН у 2005 році

У 2001 році президент Джордж Буш призначив Ґренелла директором з комунікацій та громадської дипломатії у Постійному представництві Сполучених Штатів при ООН у Нью-Йорку в ранзі радника-посланника. Перебуваючи на цій посаді до 2008 року, Ґренелл консультував чотирьох різних послів США. Під час свого перебування на посаді Ґренелл оприлюднив офіційну позицію та стратегію США щодо таких питань, як війна з тероризмом, глобальні миротворчі операції, нерозповсюдження ядерної зброї та щодо корупційного скандалу в ООН «Нафта в обмін на продовольство».

### Консультування, медіа та агітаційна робота (2009–2017)
У 2009 році Ґренелл заснував Capitol Media Partners, міжнародну стратегічну консалтингову компанію зі ЗМІ та зв'язків з громадськістю, яка стверджувала, що має офіси в Лос-Анджелесі, Сан-Франциско, Нью-Йорку та Вашингтоні, округ Колумбія, але насправді ніколи не мала фізичних місць у жодному з чотирьох міст, згідно з даними інших співзасновників компанії. Він також за контрактом виходив в ефір Fox News зі своїми авторськими коментарями щодо закордонних справ та повідомлень інших ЗМІ. Ґренелл дописував до The Wall Street Journal, CBS News, CNN, Politico, Huffington Post, The Washington Times і Al Jazeera.
Ґренелл працював у кандидата від Республіканської партії Міта Ромні прес-секретарем (з питань зовнішньої політики) під час його президентської кампанії 2012 року, стверджуючи, що був першим відкритим ґеєм у цій ролі серед кандидатів у президенти від Республіканської партії.
Ґренелл був одним з підписантів подання 2013 року до Верховного суду на підтримку одностатевих шлюбів у справі Голлінґсворт проти Перрі.
У 2016 році консалтингова фірма Ґренелла прийняла понад 100 000 доларів США від Magyar Foundation of North America за підтримку зв'язків з громадськістю угорського уряду скандально відомого популіста прем'єр-міністра Віктора Орбана. Ґренелл не розголошував цього грошового надходження відповідно до Закону про реєстрацію іноземних агентів (FARA), перш ніж приступив до роботи в адміністрації Трампа.
Під час праймеріз республіканців у 2016 році Ґренелл попереджав своїх передплатників у Twitter про Дональда Трампа, описуючи його як «несерйозного», «безрозсудного» та «небезпечного». Ґренелл видалив усі свої негативні твіти про Трампа після того, як Трамп став кандидатом від Республіканської партії. Потім Ґренелл став регулярно розхвалювати Трампа на Fox News і в Twitter.
Через кілька днів після призначення Ґренелла DNI CNN повідомляла, що на його особистому веб-сайті — до 2018 року — рекламувалася консультаційна робота, яку він виконував для клієнтів в Ірані, Китаї, Казахстані та інших країнах.

### Посол у Німеччині (2017–2020)

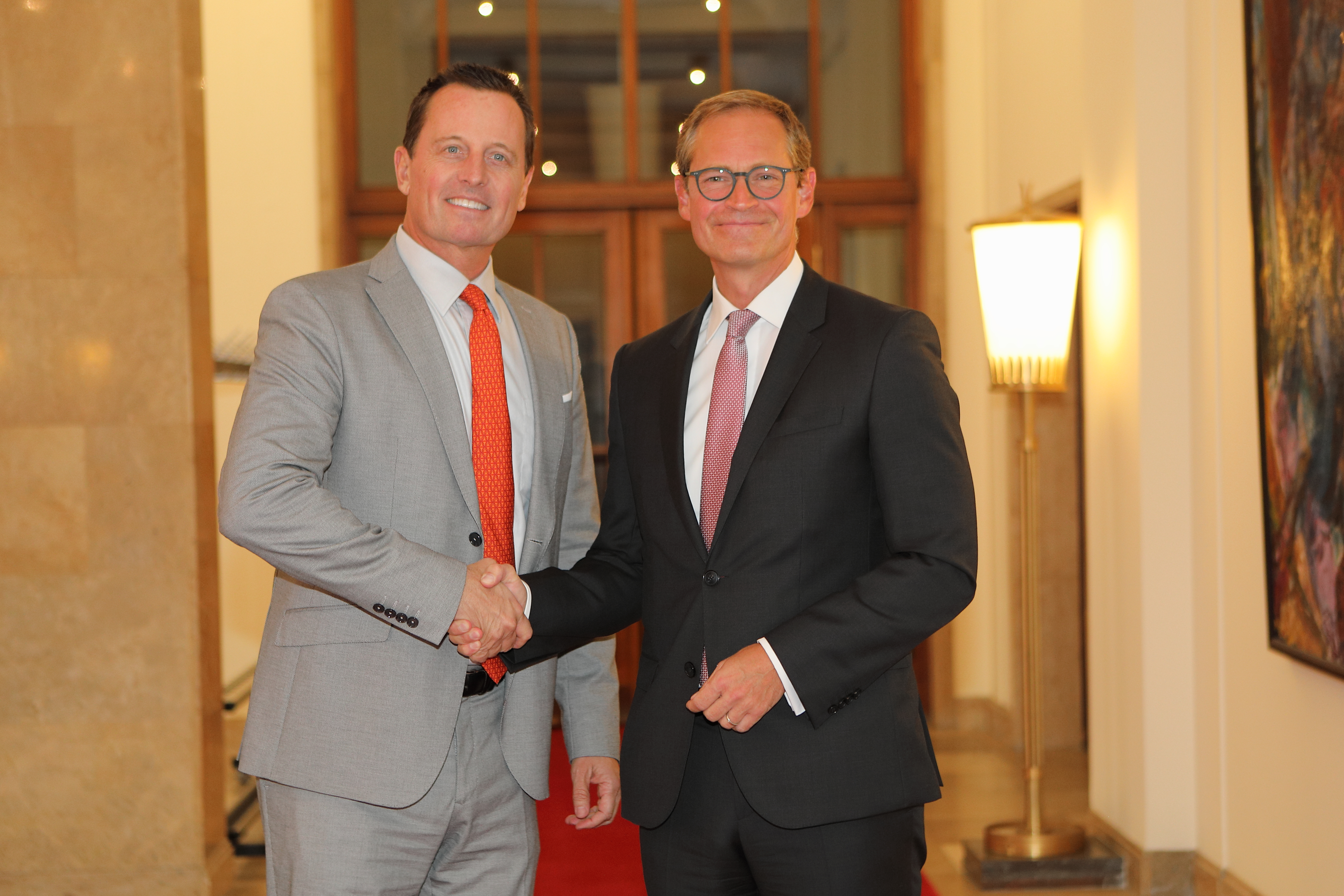
Ґренелл (зліва) з мером Берліна Міхаелем Мюллером у 2018 році

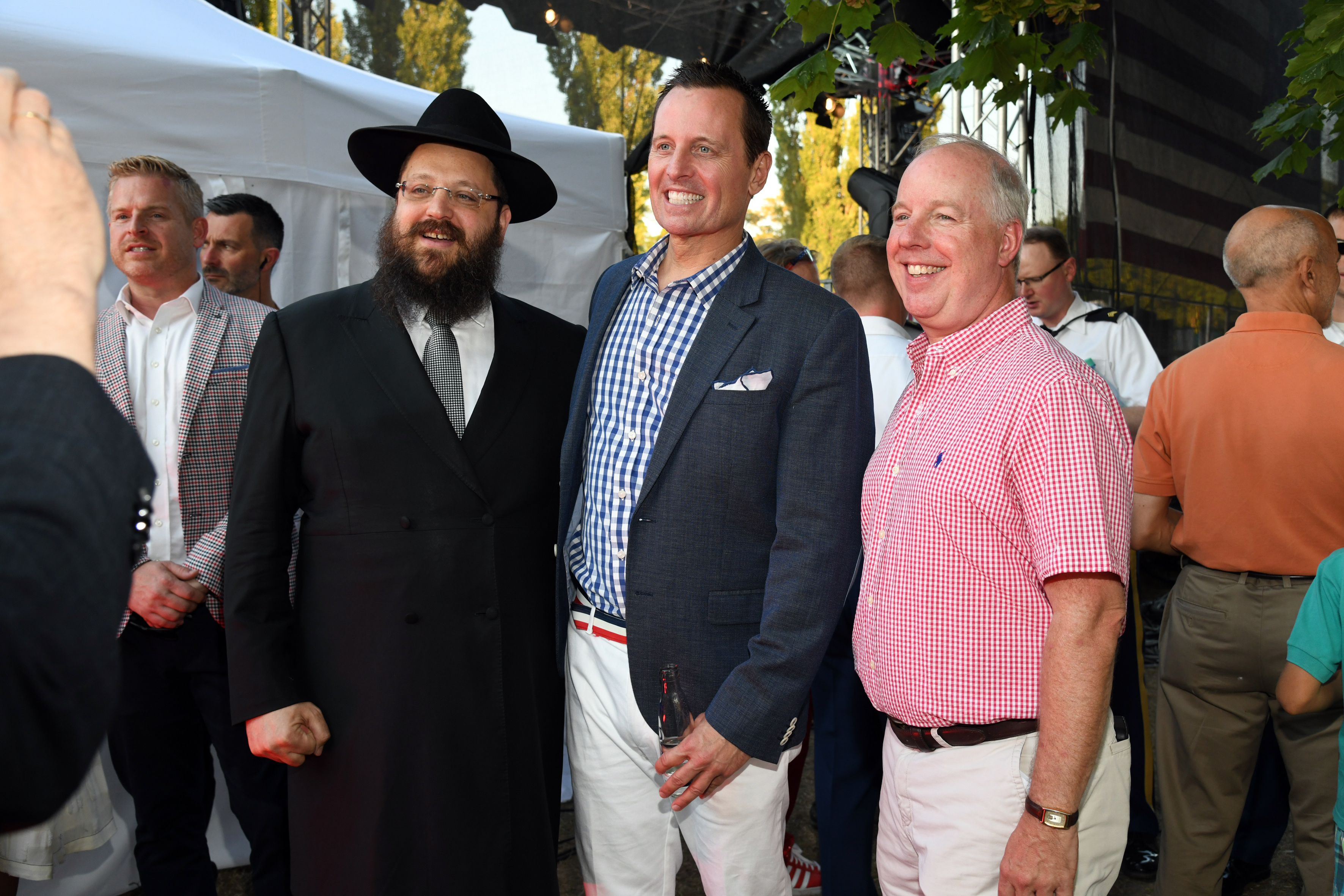
Посол Ґренелл і заступник керівника місії Кент Лоґсдон з Єгудою Тайхталем у посольстві США в Берліні, 2018 рік

У вересні 2017 року Трамп висунув Ґренелла на посаду посла США в Німеччині. Після значної затримки 26 квітня 2018 року Сенат Сполучених Штатів затвердив Ґренелла голосами 56/42. Присягу Ґренелла прийняв віце-президент Майк Пенс 3 травня 2018 року, що можна вважати найвищим дипломатичним рангом для відкритого ґея у США. Ґренелл також розглядався на посади посла США в НАТО та посла США в ООН, останню посаду зайняла посол Келлі Крафт.
Ґренелл вручив вірчі грамоти федеральному президенту Німеччини 8 травня 2018 року. Ґренелл вручив вірчі грамоти федеральному президенту Німеччини Франку-Вальтеру Штайнмаєру 8 травня 2018 року. Його перебування в Німеччині було суперечливим; політично та дипломатично ізольований у німецькому політичному спектрі через свою асоціацію з крайніми правими, він також зазнав критики у непрофесіоналізмі.
За кілька годин після вступу на посаду Ґренелл поставив у незручне становище німецьких дипломатів і бізнес-лідерів, коли написав у Twitter, що «німецькі компанії, які ведуть бізнес в Ірані, повинні негайно згорнути свою діяльність». Багато хто сприйняв цей твіт як погрозу, а міністр закордонних справ Люксембургу Жан Ассельборн прокоментував, що «ця людина була акредитована на посаду посла лише вчора. Віддавати німецьким компаніям такі накази (…) це трактування, яке не личить щодо своїх союзників". Лідер Соціал-демократичної партії Німеччини сказав, що Ґренеллу, «схоже, потрібно підучитись» «тонкого мистецтва дипломатії», тоді як Ліва партія закликала уряд Меркель викликати Ґренелла для пояснення своїх коментарів.
Ґренелл викликав суперечки в червні 2018 року, сказавши Breitbart News: «Мені цілковито хочеться наснажити інших консерваторів по всій Європі, інших лідерів». Цей коментар трактували як порушення дипломатичного протоколу та статті 41 Віденської конвенції про дипломатичні зносини, яка передбачає, що посли мають "обов'язок не втручатися у внутрішні справи держави призначення". Відомі німецькі політики закликали звільнити Ґренелла. Мартін Шульц, колишній лідер Соціал-демократичної партії Німеччини, сказав: «Те, що робить ця людина, є нечуваним у міжнародній дипломатії. Якби німецький посол сказав у Вашингтоні, що він там, щоб підтримувати Демократичну партію, його б негайно вигнали».

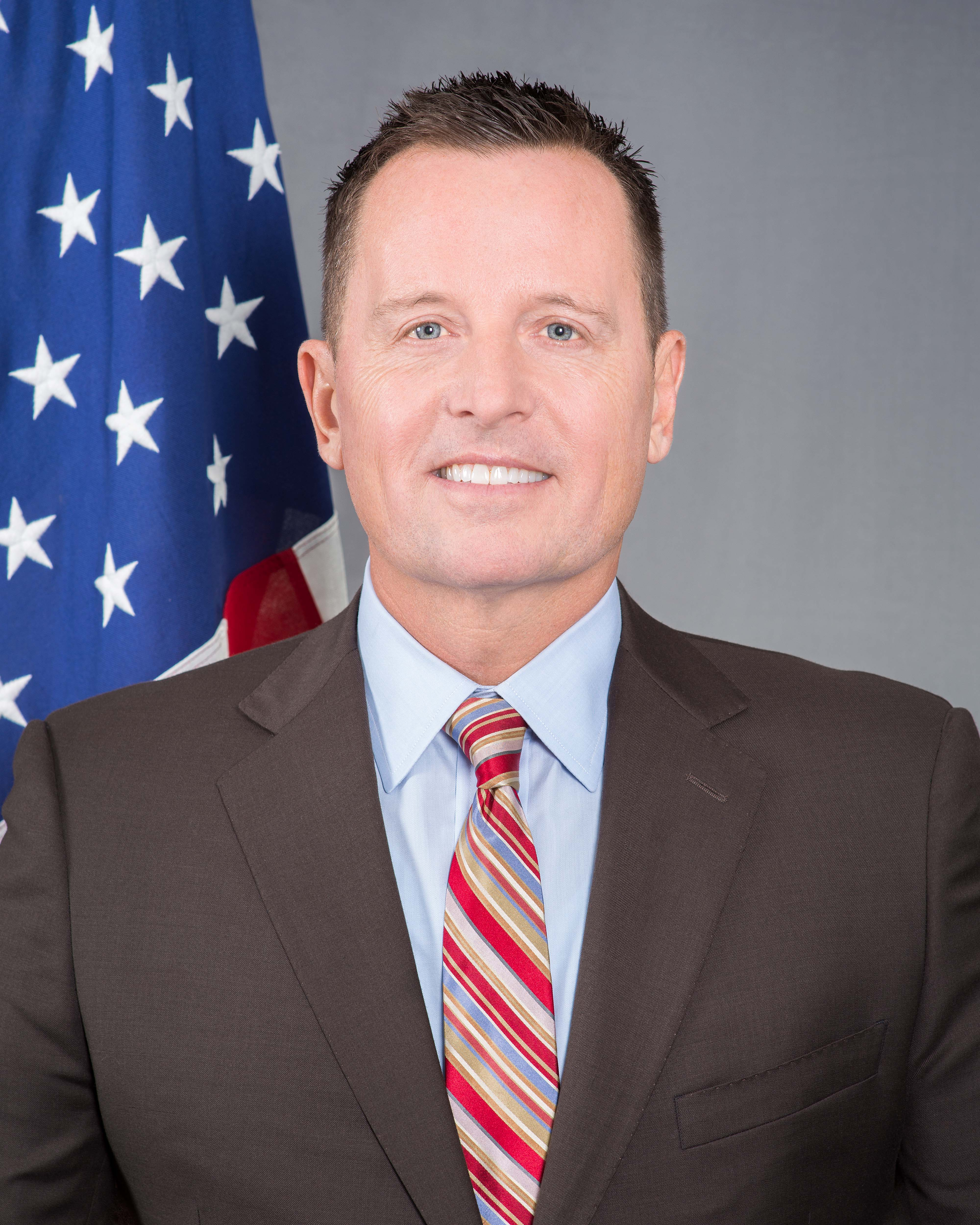
Портрет посла

Ґренелл був постійним дописувачем програми «Tonight» Такера Карлсона на Fox News протягом перших кількох місяців свого перебування на посаді посла в Німеччині. У листопаді 2018 року він з'явився на шоу та повторив свою критику імміграційної політики Анґели Меркель. Ґренелл протиставив Меркель нещодавно обраному канцлеру Австрії Себастьяну Курцу, який (за словами Ґренелла) «дуже виграє» через свою жорстку позицію щодо імміґрації. Журнал Шпіґель назвав ці заяви "легко завуальованим закликом до зміни уряду в Берліні". Імовірне втручання Ґренелла в німецьку політику викликало критику з боку кількох високопоставлених німецьких політиків. У березні 2019 року Вольфґанґ Кубіцький, віце-президент Бундестаґу та заступник голови Вільної демократичної партії, звинуватив Ґренелла, що той поводить себе «немов верховний комісар окупаційної держави» та закликав вислати Ґренелла з Німеччини.
У грудні 2018 року, під час ажіотажу навколо дописувача Шпіґель Клааса Релотіуса, який, як виявилося, роками фабрикував нібито реальні події, Ґренелл написав журналу, поскаржився на антиамериканську інституційну упередженість і попросив провести незалежне розслідування. У січні 2019 року Ґренелл заявив щоденній  газеті Handelsblatt, що європейські компанії, які беруть участь у будівництві газопроводу Північний потік — 2, "постійно під загрозою, тому що санкції завжди можливі". Адміністрація США тривалий час виступала проти російського «Північного потоку-2», трубопроводу для доставки природного газу з Росії до Німеччини. Ґренелл також погрожував санкціями німецьким компаніям, які брали участь у будівництві «Північного потоку-2».
Der Spiegel опублікував профіль Ґренелла 11 січня 2019 року, використовуючи інтерв'ю з 30 "американськими та німецькими дипломатами, членами кабінету міністрів, законодавцями, високопосадовцями, лобістами та експертами аналітичних центрів". Журнал писав, що "майже всі ці джерела змалювати неприємний портрет посла, надзвичайно схожого на Дональда Трампа, — людину, яка відправила його до Берліна. Більшість із них описують Ґренелла як марнославну, самозакохану людину, яка агресивно висловлюється щодо інших, але не сприймає критики у свій бік". У профілі стверджувалося, що Ґренелл перебував у політичній ізоляції в Берліні через його нібито зв'язок із ультраправою партією Альтернатива для Німеччини, через що лідери основних німецьких партій, включаючи саму канцлерку, уникали контактів з ним; а тоді як Ґренелл наполягав, щоб німецькі парламентарі запрошували його у свої округи, більшість відмовлялися. Джерела стверджували, що Ґренелл мало знав «про Німеччину та Європу, що він ігнорує більшість досьє, які пишуть для нього його колеги в посольстві, і що його власні знання предмета є надто поверхневими».
Восени 2018 року Ґренелл відіграв ключову дипломатичну роль у плануванні арешту Джуліана Ассанжа, запевнивши Еквадор, що Ассанжу не загрожуватиме смертна кара в Сполучених Штатах. У лютому 2019 року було оголошено, що Ґренелл очолить нещодавно ініційовані зусилля адміністрації Трампа щодо сприяння декриміналізації гомосексуальності в країнах, де гомосексуальність перебуває поза законом. У січні 2020 року Лев Парнас розповів The Daily Beast, що йому сказали попросити Ґренелла заздалегідь повідомити, якщо Міністерство юстиції США захоче екстрадувати обвинуваченого українського олігарха Дмитра Фірташа. Серед інших дій на посаді посла Ґренелл тиснув на Німеччину, щоб вона зайняла більш жорстку позицію щодо Ірану та Хезболли.
Після свого призначення виконувачем обов'язків директора національної розвідки (DNI) Ґренелл заявив, що піде у відставку з посади посла, як тільки його затвердять на постійну посаду в DNI. 25 травня 2020 року, після затвердження Джона Реткліффа, Ґренелл підтвердив, що йде у відставку з посади посла найближчими тижнями. Він офіційно подав у відставку 1 червня 2020 року.

### Спеціальний представник президента на мирних переговорах щодо Сербії та Косова

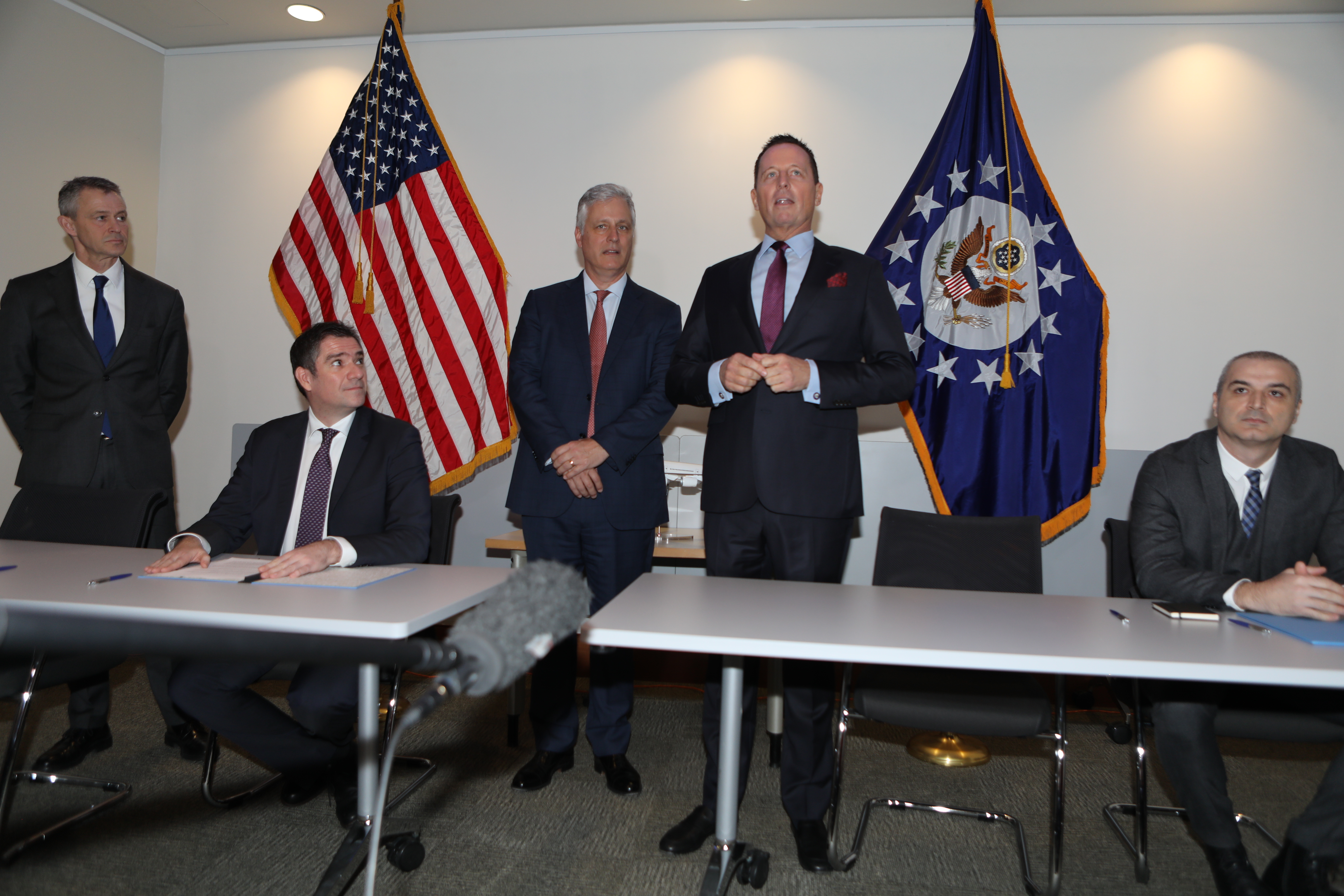
Мілун Тривунац, Державний секретар Міністерства економіки Сербії (сидить ліворуч), Річард Ґренелл, спеціальний представник президента США на мирних переговорах щодо Сербії та Косово (стоїть праворуч), Есет Беріша, директор Управління цивільної авіації Косова (сидить праворуч)

У жовтні 2019 року Трамп призначив Ґренелла спеціальним представником на мирних переговорах щодо Сербії та Косова. Він продовжував працювати за сумісництвом як спеціальний посланник після своєї відставки з посади посла, працюючи у Білому Домі. Після місяців дипломатичних переговорів 20 січня 2020 року Ґренелл сприяв переговорам між Сербією та Косово, де дві країни погодилися відновити авіасполучення між своїми столицями вперше за понад два десятиліття. 27 червня 2020 року мирний саміт між двома сторонами мав відбутися у Вашингтоні, округ Колумбія, але був скасований через потенційне звинувачення Хашима Тачі у військових злочинах.
Згідно зі звітом NPR, Ґренелл чинив тиск на прем'єр-міністра Косово Альбіна Курті, щоб той погодився на вигідну для Сербії угоду, включаючи зниження тарифів і згоду на обмін земель, і відкрито погрожував вивести миротворців США. В аналізі говориться, що це сприяло усуненню Курті з поста прем'єр-міністра, що викликало народні протести його прихильників, які підтримували його боротьбу з корупцією.
Ґренелл організував новий саміт у Білому домі 3 і 4 вересня 2020 року. Ґренелл разом зі своїм другом Робертом К. О'Браєном були співорганізаторами переговорів. 4 вересня президент Сербії Александар Вучич і прем'єр-міністр Косова Авдулла Хоті підписали економічні угоди між Косово і Сербією. Церемонія підписання відбулася в Овальному кабінеті Білого дому в присутності Трампа 4 вересня 2020 року. У вересні 2020 року Ґренелл відвідав Косово, де отримав президентську медаль «За заслуги» від президента Тачі. Його термін повноважень завершився разом із закінченням терміну президентства Трампа 20 січня 2021 року.

### Виконувач обов'язків директора Національної розвідки

#### Контракт

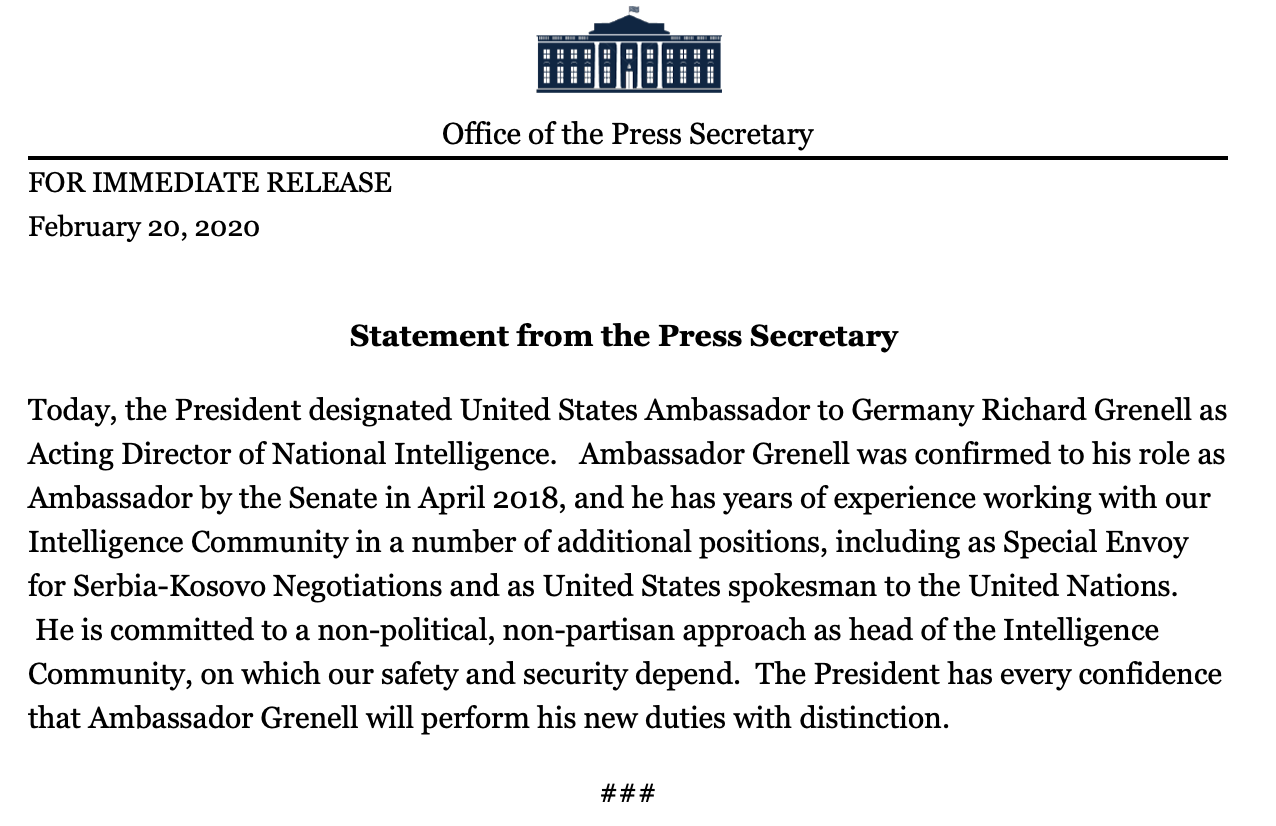
Призначення

13 лютого 2020 року Шелбі Пірсон — головна представниця щодо безпеки виборів розвідувального співтовариства, заступниця Джозефа Маґвайра — повідомила членам комітету з розвідки Палати представників, що Росія втручається у вибори 2020 року, срияючи переобранню Трампа. Трамп розкритикував Маґвайра, що той допустив цей брифінг, стурбований тим, що демократи можуть використати інформацію проти нього.
20 лютого 2020 року Трамп змінив Маґвайра на посаді виконуючого обов'язки директора Національної розвідки, призначивши на цю роль Ґренелла. Маґвайр і його заступник Ендрю Голлман пішли у відставку з офісу директора національної розвідки (ODNI). Каш Пател — посадовець Ради національної безпеки та колишній помічник конгресмена Девіна Нуньєса — наступного дня отримав призначення старшого радника Ґренелла.
Як виконувач обов'язків, Ґренелл не підлягав затвердженню Сенатом. Незважаючи на те, що Трамп зазначив, що призначить нового посла США в Німеччині, Ґренелл затримав цю посаду, одночасно виконуючи свою нову роль. Ґренелл зазначив, що він не розраховував на постійну посаду директора національної розвідки.
28 лютого 2020 року Трамп оголосив про висунення представника США Джона Реткліффа на посаду директора національної розвідки. Це призначення дозволило Ґренеллу залишитися на посаді виконувача обов'язків директора до підтвердження Реткліффа. Після підтвердження Реткліффа термін перебування Ґренелла на посаді в. о. директора закінчився 26 травня 2020 року. Трамп передав Ґренеллу як прощальний подарунок його фізичне крісло з кабінету після того, як Ґренелл пішов у відставку, що є чимось незвичним для тимчасового члена кабінету, що Ґренелл пояснив особливою прихильністю Трампа до нього, як до першого ґея-члена Кабміну.

#### Процедурні питання
Ґренелл заморозив прийом на роботу в ODNI і наказав переглянути персонал і місію агентства. 8 травня він оголосив про реорганізацію ODNI, включаючи консолідований кіберофіс, а 15 травня він оголосив про організаційні зміни в Національному антитерористичному центрі. Також 15 травня Ґренелл оголосив, що ODNI проведе брифінги щодо загроз безпеці виборів для кандидатів у президенти 2020 року замість ФБР.
У квітні 2020 року Ґренелл заявив, що адміністрація розглядає політику скорочення обміну розвідданими з країнами, які криміналізують гомосексуальність. 29 квітня 2020 року він наказав кожному розвідувальному агентству переглянути свою політику щодо обробки та обміну інформацією про громадян США.
2 і 15 квітня 2020 року Ґренелл розсекретив кілька приміток у звіті про порушення FISA, опублікованому генеральним інспектором Міністерства юстиції Майклом Е. Горовіцом. Він також зіграв певну роль у опублікуванні 57 розшифровок розвідувальних інтерв'ю Комітетом Палати представників США. 12 травня 2020 року Ґренелл розсекретив імена чиновників адміністрації Обами, які викрили Майкла Флінна. Подальше розслідування Міністерства юстиції щодо викриття адміністрації Обами завершилося в жовтні 2020 року без виявлення істотних правопорушень. 19 травня 2020 року Ґренелл розсекретив електронний лист, який надіслала сама собі радниця Обами з національної безпеки Сьюзан Райс. У день закінчення свого терміну перебування на посаді Ґренелл розсекретив кілька документів, пов'язаних із російським розслідуванням.

### Приватний сектор (2020–дотепер)
У серпні 2020 року Американський центр права та справедливості оголосив, що Ґренелла було призначено спеціальним радником організації з національної безпеки та зовнішньої політики. Того місяця Ґренелл став старшим радником Національного комітету Республіканської партії, зосереджуючись на роботі з ЛГБТ-виборцями.

#### Контроверсії

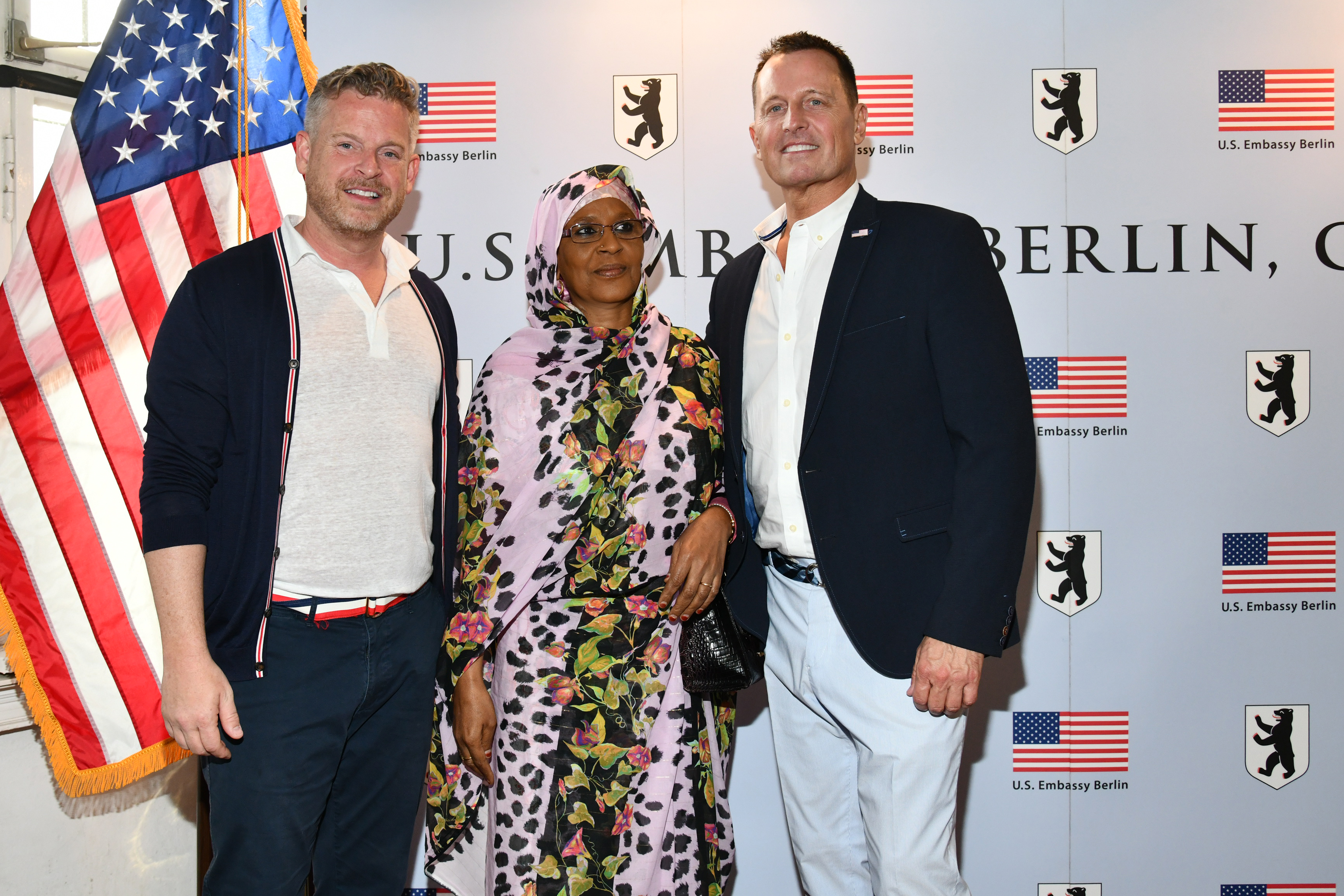
Мет Леші, посол Чаду Маріам Алі Муса та Ґренелл у посольстві в Берліні у 2019 році

Обрання Ґренелла радником із зовнішньої політики під час кампанії Ромні 2012 року викликало дві пов'язані суперечності. Одну через його "злосливі" твіти про різних публічних жінок, а іншу через те, що він надмірно просував себе як відкритого ґея.
Лідер Демократичної партії з національної безпеки Сьюзен Е. Райс описала Ґренелла як «одного з найогидніших, найбільш нечесних людей, яких я в житті зустрічала». Журналіст-ветеран Ірвін Арієфф, який понад 20 років пропрацював у Reuters, у тому числі сім років висвітлюючи діяльність Організації Об'єднаних Націй, описав Ґренелла як «найбільш нечесного та шахраюватого журналіста, з яким я коли-небудь працював».
У прес-релізі Білого дому від 20 лютого 2020 року, в якому було оголошено про призначення Ґренелла на посаду виконувача обов'язків директора Національної розвідки, зазначено, що Ґренелл мав «річний досвід роботи з нашим розвідувальним співтовариством на ряді додаткових посад»; однак це твердження було заперечено іншими, які стверджували, що Ґренелл мав мізерний досвід у справах розвідки. Сенатор-республіканка Сьюзен Коллінз, одна із чотирьох співавторів закону про створення ODNI у 2004 році, сказала: «Мені дуже важлива ця посада, і я вважаю, що людині потрібен досвід роботи в розвідувальному співтоваристві, якого у посла Ґренелла, на жаль, немає».
У день початку його перебування на посаді повідомлялося, що Ґренелл не оприлюднив платежів за адвокаційну роботу від імені молдавського політика Володимира Плахотнюка, якого звинувачують у крадіжці 1 мільярда доларів США з банківської системи Молдови між 2012 і 2014 роками.
10 березня 2020 року Ґренелл відмовився бути присутнім на слуханнях у Конгресі щодо безпеки виборів, «пославшись на побоювання щодо своєї готовності звертатися до чутливих тем, які, як правило, псують настрій президенту».
У серпні 2020 року Ґренелл заявив, що «президент Трамп є найбільш про-ґейським президентом в історії Америки. Я можу це довести». Фактчекер The Washington Post опублікував свою заяву «Чотири рази Піноккіо», в якій назвав твердження Ґренелла абсурдним. Фактчекер зазначив: «єдині факти, які Ґренелл може навести на підтримку свого нібито прогейського досьє, стосуються власного тимчасового призначення Ґренелла та політики, оголошеної самим Ґренеллом, про яку Трамп, очевидно, мало що знав... Це занадто "рідка каша", щоб можна було стверджувати про нібито найбільшу прихильність до ЛҐБТ Трампа, як президента, в історії, особливо коли Трамп активно працював, щоб підірвати захист ЛГБТ-спільноти, який був запроваджений за Обами».
5 листопада 2020 року Ґренелл виступив на прес-конференції передвиборчої кампанії Трампа в Лас-Вегасі, підштовхнувши місцеві зусилля щодо скасування результатів президентських виборів, програних Дональдом Трампом, і оголосив про федеральний позов проти «незаконних» голосів. Він висунув звинувачення в шахрайстві, стверджуючи, що в Неваді голосували нерезиденти та люди, які давно померли, і звинуватив штат у приховуванні цих випадків. На прохання журналістів назвати себе та надати докази, що підтверджують будь-які його заяви, Ґренелл відмовився відповідати на запитання та сказав журналістам: «Ви тут, щоб отримати інформацію». Пізніше всі позови, пов'язані з Невадою після виборів, були або припинені, або відхилені.
Кілька днів потому LGBTQ Nation розкритикувала Ґренелла за те, що в День ветеранів, 11 листопада 2020 року, його підставили, спровокувавши написати твіт із побажаннями Вільяму Каллі, колишньому офіцеру армії США, засудженому за навмисне вбивство у 1968 році 22 неозброєних цивільних осіб у різанині в Сонгмі під час війни у В'єтнамі. Журналіст The Nation Кен Кліппенштайн надіслав Ґренеллові у Твіттері фотографію Каллі, вдаючи, ніби це фотографія його власного дідуся, і просячи публічної підтримки ветерана. У відповідь Ґренелл написав у Twitter: «Дякуємо за вашу службу, Білл Каллі! #ДеньВетеранів». Дізнавшись, що він став жертвою жарту, Ґренелл написав у Twitter: «Надурили. Намагаюся бути корисним людям, які звертаються до Дня ветерана. Шкода, що люди роблять це в такий день, як сьогодні. Округ Колумбія — хворе місто".
Ґренелл намагався заручитися підтримкою президентської кампанії Трампа 2024 року серед деяких лібертаріанських активістів і донорів. Після промови Трампа на Лібертаріанській національній конвенції 2024 року, яка викликала неоднозначну реакцію аудиторії, Ґренелл виступив у соцмережах, щоб захистити Трампа від критики, написавши: «Дональд Трамп не боїться незгодних думок. Боїться лише ваша команда».

### Старший науковий співробітник Інституту політики та стратегії Університету Карнеґі-Меллона
У червні 2020 року Річард Ґренелл отримав посаду старшого наукового співробітника Інституту політики та стратегії Університету Карнегі-Меллона в Коледжі гуманітарних і соціальних наук Дітріха. Він працював над двома проєктами: доповіддю про декриміналізацію гомосексуальності в усьому світі та різними проектами залучення студентів до проєкту про зміни обличчя Європи. Посада Ґренелла як старшого наукового співробітника тривала один рік і не була пов'язана з викладанням.
Призначення Ґренелла було сприйнято як дискусійне в університет. Доктор Кайрон Скіннер, директор-засновник Інституту політики та стратегії, захистив рішення про наймання на основі академічної свободи та різноманітності думок. Університет опублікував звіт про прийом на роботу Ґренелла під назвою «Звіт про призначення Річарда Ґренелла в Інститут політики та стратегії університету Карнеґі-Меллона». У звіті стверджується, що доктор Скіннер дотримувався мандатів найму, консультуючись із трьома деканами коледжу Дітріха, інженерного коледжу та школи комп'ютерних наук. Вони також виявили, що в історії інституту не було іншого «старшого наукового співробітника» і що жоден інший запрошений вчений в історії університету не отримував звання старшого наукового співробітника. У ньому також зазначено, що «існують особливості найму пана Ґренелла, які, наскільки нам відомо, є унікальними в досвіді Carnegie Mellon, і щодо яких Carnegie Mellon наразі не має політики. Таким чином, відповідність політиці і процедурам не можна встановити". У висновку звіту також зазначено, що «професор Скіннер дотримувався невеликого набору існуючих правил і процедур при наймі Річарда Ґренелла, і він приступив до виконання своїх обов'язків 1 липня».

## Особисте життя
Ґренелл є зареєстрованим республіканцем. У нього є давній партнер Метт Леші. Він ідентифікує себе як християнин.
У червні 2013 року Ґренелл повідомив, що у нього діагностували негоджкінську лімфому і він почав курс хіміотерапії. У вересні 2013 року він оголосив, що перебуває в стані ремісії.

## Почесті
- Премія Game Changer від Республіканської Log Cabin (2021)[148].

## Нагороди
- США: Медаль національної безпеки (англ. National Security Medal) (2020)[149]
- Косово: Presidential Medal of Merits (2020)[150]
- Сербія: Орден Сербського прапора (2023)[151]

## Зовнішні посилання
- Публікації на C-SPAN